# Jorge Otero
Jorge Otero Bouzas (nacido el 28 de enero de 1969 en Nigrán, Pontevedra, España) es un exjugador de fútbol español. Jugaba de defensa lateral. Con un buen posicionamiento defensivo, podía jugar como lateral derecho o izquierdo. Ejerce labores de entrenador tras su retirada como futbolista. Actualmente en el Arosa Sociedad Cultural.

## Trayectoria
Durante su carrera, Jorge Otero jugó para el Real Club Celta de Vigo en Primera (y de 1990 a 1992 en Segunda División), Valencia C. F. -con el que logró ser subcampeón en la temporada 1995-96, y jugó en 37 partidos-, Real Betis Balompié y Atlético de Madrid; y con el Elche C. F. en Segunda División. Se retiró después de la temporada 2004-05.
Otero hizo su debut en el equipo nacional de fútbol el 8 de septiembre de 1993, en un amistoso. La Selección Española ganó 2-0 contra Chile, en Alicante, y fue un participante en la Copa Mundial FIFA 1994 -dos partidos- y en la Eurocopa 1996 -uno-. En total jugó 9 partidos con la Selección Española de Fútbol y 2 con la sub-21.en dos ocasiones

## Clubes
| Club                | País                | Año                 | Partidos | Goles |
| ------------------- | ------------------- | ------------------- | -------- | ----- |
| Celta de Vigo       | España              | 1987-1994           | 249      | 4     |
| Valencia C. F.      | España              | 1994-1997           | 105      | 0     |
| Real Betis Balompié | España              | 1997-2001           | 92       | 0     |
| Atlético de Madrid  | España              | 2001-2003           | 36       | 1     |
| Elche C. F.         | España              | 2003-2005           | 48       | 1     |
| Total en su carrera | Total en su carrera | Total en su carrera | 530      | 6     |

## Palmarés
| Título                  | Club               | País   | Año       |
| ----------------------- | ------------------ | ------ | --------- |
| Segunda División        | Celta de Vigo      | España | 1991-1992 |
| Subcampeón Copa del Rey | Celta de Vigo      | España | 1993-1994 |
| Subcampeón Copa del Rey | Valencia C. F.     | España | 1994-1995 |
| Subcampeón Liga         | Valencia C. F.     | España | 1995-1996 |
| Segunda División        | Atlético de Madrid | España | 2001-2002 |

## Selección Española

### Participación en Mundial
| Mundial                        | Sede    | Resultado        |
| ------------------------------ | ------- | ---------------- |
| Copa Mundial de Fútbol de 1994 | EE. UU. | Cuartos de final |

### Participación en Eurocopa
| Eurocopa      | Sede       | Resultado        |
| ------------- | ---------- | ---------------- |
| Eurocopa 1996 | Inglaterra | Cuartos de final |

## Clubes como entrenador
| Club                  | País   | Año       | División       |
| --------------------- | ------ | --------- | -------------- |
| Club Rápido de Bouzas | España | 2014-2016 | 3.ª División   |
| Arosa S. C.           | España | 2016-2018 | 3.ª División   |
| Club Rápido de Bouzas | España | 2018-2019 | 2.ª División B |
| Alondras C. F.        | España | 2020-2021 | 3.ª División   |
| Arosa S. C.           | España | 2021-2022 | 2.ª RFEF       |